# Skagen Bunkermuseum
Skagen Bunkermuseum er et privatejet dansk bunkermuseum. Museet har til hus i en gammel bunker af typen Regelbau 638, den var oprindeligt en del af værnemagtens atlantvold, under krigen fungerede den som sanitetsbunker for sårede tyske soldater.
Museet blev grundlagt i 2008 af to nordjyder, Martin Nielsen og Christian Forman Hansen.